# Ѫ (слово ћирилице)
Ѫ ѫ (Ѫ ѫ; искошено: Ѫ ѫ) (глаг. Ⱘ), односно велики Јус је означавао носни самогласник [ɔ̃]. У српском језику се мења у у.
- рѫка — рука

У бугарској азбуци је велики Јус («голям юс», «голяма носовка», «широко ъ») постојао до језичке реформе 1945. године, мада је самогласник у то доба већ давно престао да буде носни и изговарао се исто као ъ.
Старословенски велики Јус се у савременом пољском језику означава словима ą после тврдих сугласника, и уз то је сачуван носни изговор.

## Рачунарски кодови
| Знак                      | Ѫ                               | Ѫ                               | ѫ                         | ѫ                         |
| ------------------------- | ------------------------------- | ------------------------------- | ------------------------- | ------------------------- |
| Назив у Уникоду           | CYRILLIC CAPITAL LETTER BIG YUS | CYRILLIC CAPITAL LETTER BIG YUS | CYRILLIC SMALL LETTER BIG | CYRILLIC SMALL LETTER BIG |
| Врста кодирања            | децимална                       | хексадецимална                  | децимална                 | хексадецимална            |
| Уникод                    | 1130                            | U+046A                          | 1131                      | U+046B                    |
| UTF-8                     | 209 170                         | D1 AA                           | 209 171                   | D1 AB                     |
| Нумеричка референца знака | &#1130;                         | &#x46A;                         | &#1131;                   | &#x46B;                   |

## Слична слова
- Ѭ ѭ : Велики јотовани Јус

- Ѧ ѧ : Мали Јус

- Ѩ ѩ : Мали јотовани Јус